# Marek Starowieyski
Marek Starowieyski (ur. 25 stycznia 1937 w Krakowie) – polski duchowny katolicki, prałat. Autor wielu publikacji z zakresu chrześcijaństwa antycznego i patrologii, profesor nauk teologicznych.

## Życiorys
Pochodzi z rodziny ziemiańskiej, jego rodzice mieszkali w Bratkówce, posiadali też majątek Ustrobna. Na początku II wojny światowej jego ojciec z racji pochodzenia został skazany przez władze radzieckie na śmierć. Najprawdopodobniej został rozstrzelany, nie jest jednak znane miejsce jego śmierci. Marek Starowieyski wojnę przeżył wraz z matką i bratem w Kieleckiem, w majątku swego wuja pod Włoszczową. W obawie przed represjami ze strony komunistów jeszcze przed ich nadejściem przygotowano go do pierwszej komunii świętej, do której przystąpił 28 września 1944.
Niedługo później jego wuj został aresztowany przez UB i wywieziony za wspomaganie AK w czasie wojny, podobny los spotkał jego dziadka. Dwór zrabowano, spalono bibliotekę zawierającą cenne pozycje, tylko nieliczne książki udało się ocalić. Rodzina żyła w ciężkich warunkach w innym, zrujnowanym dworku, matka musiała podjąć się pracy fizycznej. Po jakimś czasie przeniosła się z rodziną do Szczekocin, gdzie została nauczycielką angielskiego. Z racji złego stanu zdrowia wywołanego przez ciężkie warunki Starowieyski leczył się w Porąbce, Zakopanem, znalazł się w domu dziecka w Krzeszowicach, aby wreszcie podjąć naukę w Sosnowcu, w IV Liceum Ogólnokształcącym im. Staszica. Maturę zdał w 1954, następnie studiował filologię klasyczną na Uniwersytecie Warszawskim. Po pierwszym roku studiów złożył legitymację ZMP, wstąpił do warszawskiego seminarium duchownego (1955).
Święcenia kapłańskie otrzymał 26 czerwca 1960 (było to możliwe dzięki dyspensie papieskiej na wiek) z rąk kard. Stefana Wyszyńskiego. Po święceniach pracował w parafii w Józefowie k. Otwocka.

## Droga naukowa
Po trzech latach pracy w parafii wrócił na Uniwersytet Warszawski, aby kontynuować studia filologiczne (nie zaprzestał jednak pracy duszpasterskiej). W tym okresie zaczął zajmować się Ojcami Kościoła. Tematem jego pracy magisterskiej była spuścizna pisarza hiszpańskiego żyjącego u schyłku epoki patrystycznej, Izydora z Sewilli.
Od 1968 do 1971 student Papieskiego Uniwersytetu Gregoriańskiego w Rzymie, które to studia skończyły się uzyskaniem przez niego stopnia doktora (praca z mariologii bizantyjskiej). Po skończonych studiach przez trzy lata pracował w Kongregacji ds. Wychowania Katolickiego. Po powrocie do kraju zajął się pracą dydaktyczną i naukową, zaczął budowanie biblioteki patrystycznej przy Seminarium Duchownym w Warszawie. Habilitował się na Papieskim Wydziale Teologicznym w Krakowie w 1985. Od 1993 profesor zwyczajny w Instytucie Filologii Klasycznej UW – obecnie emerytowany. Wykładał też w Papieskim Instytucie Patrystycznym Augustinianum w Rzymie oraz w Papieskim Instytucie Wschodnim w Rzymie. Mieszka na Bielanach w Dobrym Miejscu sąsiadującym z UKSW i parafią pw. Bł. E. Detkensa w Warszawie.

## Życie prywatne
Jest bratem Franciszka Starowieyskiego i prof. dr hab inż. Kazimierza Starowieyskiego (chemika, wieloletniego pracownika Wydziału Chemicznego Politechniki Warszawskiej)

## Publikacje

### Wybrane pozycje książkowe
- Słownik wczesnochrześcijańskiego piśmiennictwa. Jan Maria Szymusiak, Marek Starowieyski (oprac. ). Poznań: Księgarnia św. Wojciecha, 1971. Brak numerów stron w książce.
- Reguła św. Augustyna, przeł. ks. Marek Starowieyski, [w:] dzieło zbiorowe, Starożytne reguły zakonne, Warszawa 1980 ATK PSP 26, s. 73-102.
- Apoftegmaty Ojców Pustyni. Opracowanie i wybór ks. M. Starowieyski. Akademia Teologii Katolickiej, Warszawa 1986 Pisma Starochrześcijańskich Pisarzy 33, zeszyt 1 s. 292, zeszyt 2 s. 278.
- Mariologia Orygenesa w: Orygenes, Homilie o Ewangelii św. Łukasza, tłum. i opr. S. Kalinkowski, Warszawa: Wydawnictwo ATK, 1986, s. 5-29, Pisma Starochrześcijańskich Pisarzy 36.
- Sobory Kościoła niepodzielonego. T. 1 – Dzieje. Tarnów: Biblos, 1994. ISBN 83-85380-20-5. Brak numerów stron w książce
- Pierwsi świadkowie. Pisma Ojców Apostolskich, oprac. ks. Marek Starowieyski, Kraków 1998 Wydawnictwo „M”.
- Słownik wczesnochrześcijańskiego piśmiennictwa Wschodu: literatury - arabska, armeńska, etiopska, gruzińska, koptyjska, syryjska. Warszawa : PAX, 1999. ISBN 83-211-1245-5.
- Ojcowie Kościoła Wschodniego o Eucharystii. Marek Starowieyski (oprac. ). Katowice – Ząbki: Księgarnia św. Jacka; Apostolicum – Wydawnictwo Księży Pallotynów Prowincji Chrystusa Króla, 2005, s. 85. ISBN 83-7031-494-5.
- Ojcowie Kościoła Zachodniego o Eucharystii. Marek Starowieyski (oprac. ). Katowice – Ząbki: Księgarnia św. Jacka; Apostolicum – Wydawnictwo Księży Pallotynów Prowincji Chrystusa Króla, 2005, s. 83. ISBN 83-7031-495-3.
- Apokryfy Nowego Testamentu, Marek Starowieyski (redakcja), Kraków 2007-2011, Wydawnictwo WAM
- Odpoczynek ze św. Pawłem, Kraków 2008, Wydawnictwo PETRUS.
- Adwent. Rozważania, Kraków 2009, Wydawnictwo PETRUS.
- Sprawiedliwy z wiary żyje. Życie i męczeństwo bł. Stanisława Starowieyskiego, Kraków 2010, Wydawnictwo PETRUS
- Aborcja. Filozoficzne, teologiczne, historyczne i prawne spojrzenie (współautorstwo z A. Muszalą i T. Ślipko), Kraków 2010, Wydawnictwo PETRUS
- Ojcowie Kościoła o kapłaństwie i kapłanach, Marek Starowieyski (wybór i opracowanie), Kraków 2010, Wydawnictwo PETRUS
- Tradycje Biblijne, kard. Gianfranco Ravasi (wstęp), Kraków 2011, Wydawnictwo PETRUS.
- Męczennicy oprac., wstęp i wybór tekstów Ewa Wipszycka i ks. Marek Starowieyski [w:] „Ojcowie Żywi” tom IX, wyd. Znak 1991
- Ksiądz. Opowiadania i wspomnienia o księżach, Kraków 2012, Wydawnictwo PETRUS
- Z historii wczesnego chrześcijaństwa, Kraków 2015, Wydawnictwo PETRUS
- Khalil Gibran i jego "Prorok", Kraków 2016, Wydawnictwo PETRUS

### Wybrane artykuły
- Czy Orygenes został potępiony?, "Collectanea Theologica" 52 (1982), s. 181-183.
- Odbudować mosty. Kryzys kultury chrześcijańskiej i seminarium, W drodze, nr 9 (349) 2002.

## Odznaczenia
W 2017 otrzymał tytuł doktora honoris causa Papieskiego Wydziału Teologicznego w Warszawie.